# Przeloty szybowcowe
Przeloty szybowcowe – dyscyplina szybownictwa.
Polega na pokonywaniu szybowcem bez użycia napędu założonej trasy lub dowolnego przelotu. Najkrótsze regulaminowe zadania na zawodach szybowcowych to 100 km, najdłuższy rekordowy przelot miał 3008 km długości. Szybowiec stale opada względem powietrza, więc by był możliwy odpowiednio długi przelot musi odzyskać wysokość korzystając z pionowych prądów powietrznych. Na terenie płaskim najczęstszym zjawiskiem, które umożliwia nabranie wysokości, są ruchy konwekcyjne powietrza nagrzanego przez słońce od powierzchni ziemi. Na przelot termiczny składają się przeskoki, czyli fragmenty trasy pokonywane lotem ślizgowym oraz krążenia w kominach termicznych, służące odzyskaniu wysokości utraconej podczas przeskoku. Jeśli konwekcja zostaje uporządkowana przez wiatr w linijne szlaki, możliwy jest długotrwały lot „na termice” bez utraty wysokości. Warunki takie umożliwiają wykonanie długich i szybkich przelotów. W górach szybownicy wykorzystują składową pionową wiatru omijającego przeszkody, tak zwany żagiel i falę powstającą przy silniejszym wietrze w wyższych warstwach nad pasmami gór. Zjawiska te są ściśle związane z ukształtowaniem terenu. Obecnie większość rekordów została pobita w górach.  

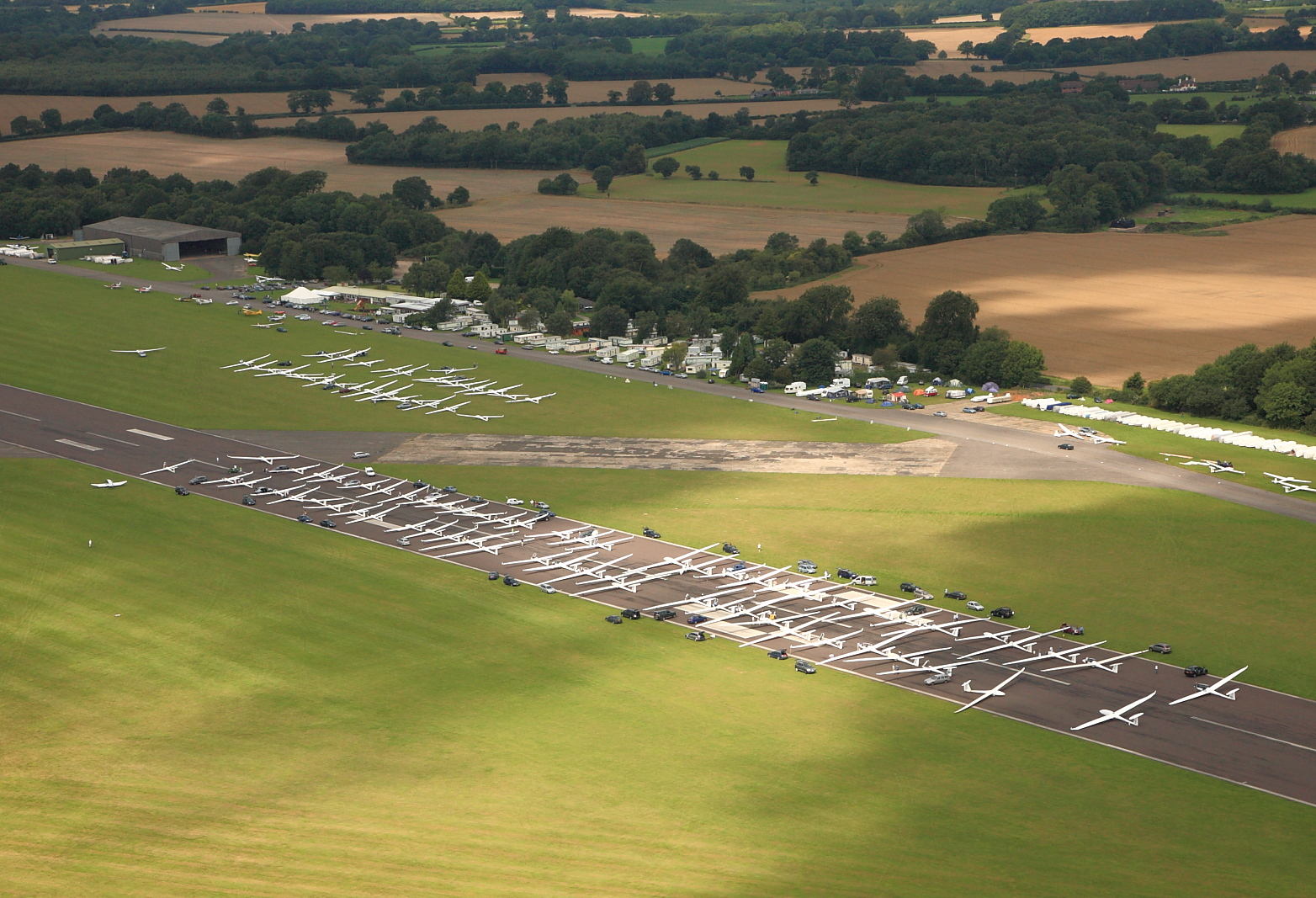
Szybowce ustawione do startu przed konkurencją

Niektóre konkurencje przelotowe to: 
- przelot otwarty,
- przelot docelowy – przelot z zadeklarowanym przed startem miejscem lądowania. Wyróżnia się ponadto przeloty docelowe, docelowo-powrotne, po trasie trójkąta lub wieloboku,
- przelot prędkościowy zamknięty – przelot po zamkniętej trasie, w którym celem jest uzyskanie jak największej średniej prędkości na trasie.

Współcześnie na zawodach szybowcowych praktycznie nie organizuje się już konkurencji przelotów otwartych, bowiem odległości możliwe do pokonania stały się zbyt duże, by w ciągu nocy można było przywieźć szybowce z powrotem i bezpiecznie startować nazajutrz. Stąd ogromna przewaga tras zamkniętych, z lądowaniem na miejscu startu po pokonaniu kilkuset kilometrów. Przy tym klasyczne przeloty zamknięte (zaliczenie punktów zwrotnych w wyznaczonej kolejności) przekształciły się w konkurencje typu cat's cradle, gdzie to pilot w powietrzu decyduje które i w jakiej kolejności punkty zwrotne zaliczy, a ostatnio w konkurencje obszarowe – tu pilot sam określa również punkty zwrotne w wyznaczonym obszarze. Tego typu konkurencje zwiększają poziom trudności, wymagając od pilotów coraz lepszej znajomości meteorologii i nawigacji, zachowując zalety klasycznych tras zamkniętych. 
Ten sam zestaw konkurencji stosowany jest również na zawodach lotniowych i paralotniowych.